# Zilversulfaat
Zilversulfaat (Ag2SO4) is het zilverzout van zwavelzuur. De stof komt voor als kleurloze tot lichtgele kubische kristallen, die matig tot slecht oplosbaar zijn in water. De stof wordt donkerkleurig onder invloed van licht.

## Synthese
Zilversulfaat kan bereid worden door een metathesereactie van zilvernitraat en zwavelzuur:
{\displaystyle {\ce {2AgNO3 + H2SO4 -> Ag2SO4 + 2HNO3}}}
Het kleurloze zilversulfaat zal neerslaan en kan afgefiltreerd worden.
Het kan ook bereid worden door de oxidatie van metallisch zilver door zwavelzuur:
{\displaystyle {\ce {2Ag + H2SO4 -> Ag2SO4 + H2}}}

## Toepassing
Zilversulfaat wordt soms toegepast als katalysator in de Kjeldahl-bepaling.